# Vuelo 610 de Lion Air
El Vuelo 610 de Lion Air (JT610/LNI610) fue un vuelo de pasajeros doméstico operado por la aerolínea indonesia de bajo coste Lion Air. El trayecto previsto desde el Aeropuerto Internacional Soekarno-Hatta en Yakarta hasta el Aeropuerto Depati Amir en Pangkal Pinang no llegó a completarse. Unos trece minutos después del despegue realizado el 29 de octubre de 2018, el Boeing 737 MAX 8 que cubría la ruta impactó en el mar de Java en las cercanías de la isla de Java. No hubo sobrevivientes.
Es el segundo accidente aéreo más letal en Indonesia, por detrás del vuelo 152 de Garuda; también es el desastre más mortífero que involucra a un Boeing 737 de todas las series, superando al vuelo 812 de Air India Express. Fue el segundo accidente aéreo más grave de 2018, tras el accidente de un Il-76 de la Fuerza Aérea de Argelia en el que murieron 257 personas.
Las investigaciones preliminares revelaron problemas de control de vuelo en el trayecto anterior de la aeronave, así como señales de fallos en el sensor de ángulo de ataque (AoA) y otros instrumentos en ese y en vuelos anteriores, vinculados a un posible defecto de diseño relacionado con el sistema automático de estabilización (MCAS) de la serie 737 MAX. Como resultado, la Administración Federal de Aviación de los Estados Unidos y Boeing emitieron advertencias y avisos de capacitación a todos los operadores de la serie 737 MAX para evitar que el MCAS provocase una inmersión abrupta similar a la del vuelo de Lion Air.
Sin embargo, estas advertencias no se implementaron en su totalidad y se sospecha que los problemas de diseño están involucrados en el accidente del 10 de marzo de 2019 del vuelo 302 de Ethiopian Airlines, también operado por un Boeing 737 MAX 8 que se estrelló poco después del despegue. Las 157 personas que viajaban a bordo fallecieron en el accidente. Este suceso planteó más dudas sobre la seguridad del modelo de aeronave, dada la similitud con el accidente del vuelo de Lion Air, y provocó que varios países suspendieran los vuelos con este modelo.
Un resumen del informe final en octubre de 2019 reveló que el problema principal fue el MCAS, un software instalado con el lanzamiento del Boeing 737 MAX para el control de la estabilización de la aeronave. Durante el vuelo, el MCAS recibía información errónea de los sensores de velocidad y altura, con un rango de fallo de 21°; de tal manera que el software procesaba que estaban entrando en pérdida e inclinara el avión 26° en el sentido contrario. Pese a los intentos del capitán por ganar altura (en los 10 segundos en los cuales el MCAS estaba desactivado tras una inclinación), esto era aerodinámicamente imposible debido a que la aeronave descendía mucho más de lo que ascendía.[cita requerida]

## Aeronave
El avión utilizado era un Boeing 737 MAX 8 con registro PK-LQP, impulsado por dos motores LEAP CFM International. Fue adquirido por Lion Air el 13 de agosto de 2018 y se envió a Indonesia dos meses antes del accidente. En el momento del accidente, la aeronave contaba con unas 800 horas en servicio. Este es el primer accidente en el que se ve involucrado un Boeing 737 MAX desde la entrada en servicio del modelo en 2017.
El mismo aparato sufrió cambios inusuales de velocidad y altitud en un vuelo realizado el día anterior, apenas seis horas antes del accidente, además de un retraso de tres horas y problemas en cabina relacionados con la iluminación y el aire acondicionado, como informaron algunos pasajeros en las redes sociales. Según el consejero delegado de Lion Air, los problemas técnicos sufridos por la aeronave fueron solucionados de acuerdo con los protocolos establecidos antes del accidente.

## Accidente

Altitud y velocidad del vuelo 610, datos de Flightradar24.

Ruta del vuelo 610.

El vuelo despegó de Yakarta a las 6:20 a. m. del 29 de octubre hora local (11:20 p. m. del 28 de octubre UTC) y su aterrizaje en el aeropuerto Depati Amir en Pangkal Pinang, Indonesia, estaba programado a las 7:20 a. m. Despegó en dirección oeste y poco después se reorientó con rumbo noreste, que mantuvo hasta que se estrelló en alta mar aproximadamente a las 6:33 a. m. al noreste de Yakarta, en una zona con una profundidad estimada de hasta 35 metros. La aeronave alcanzó una altitud máxima de aproximadamente 5000 pies (1500 m) y su transmisión final mostró una altura de aproximadamente 3650 pies (1110 m) con una velocidad de 345 nudos (639 km/h). Según un funcionario de la oficina de búsqueda y rescate de Pangkal Pinang, la tripulación de vuelo había solicitado autorización para regresar al aeropuerto de origen en algún momento durante el vuelo. El lugar del accidente fue localizado a 34 millas náuticas (63 km) de la costa de la Regencia de Karawang, en la isla de Java.

## Pasajeros y tripulación
A bordo de la aeronave viajaban 181 pasajeros, de los cuales tres eran menores, además de seis tripulantes de cabina y dos pilotos. Lion Air identificó al capitán del vuelo como Bhavye Suneja, un piloto indio que había trabajado para la aerolínea durante siete años y contaba con aproximadamente 6000 horas de vuelo, y su copiloto indonesio que contaba con aproximadamente 5000 horas de vuelo. Veinte empleados del Ministerio de Finanzas, siete miembros del Consejo del Representante Popular Regional de Bangka Belitung y tres jueces de tribunales superiores y nacionales se encontraban entre los pasajeros.

## Investigación
La Agencia Nacional de Búsqueda y Rescate de Indonesia (Basarnas) inició una operación de búsqueda y rescate, con la asistencia de la Fuerza Aérea de Indonesia. Basarnas envió barcos y helicópteros junto con unas 150 personas al lugar del accidente. También participaron navíos civiles en respuesta a la noticia del siniestro de la aeronave, entre los que se encontraba el remolcador AS Jaya II, que informó a las autoridades en Tanjung Priok que había presenciado el accidente de un avión a las 6:45 a. m. y localizó restos del aparato en el agua a las 7:15 a. m. También se encontraron restos provenientes de la aeronave en una refinería en la zona de la costa próxima al lugar del accidente.
Un portavoz de la agencia confirmó a la prensa que el avión se había estrellado, aunque a las 9:00 a. m. un funcionario de Tanjung Priok dijo que no había surgido información sobre la condición de las personas a bordo. Muhammad Syaugi, jefe de Basarnas, confirmó más tarde que había habido víctimas, sin especificar un número.
El 30 de octubre se encontró una de las cajas negras de la aeronave siniestrada, específicamente el registrador de datos de vuelo, pero no aún la de las grabaciones de voz de cabina. El 31 de octubre se identificó a la primera víctima del accidente. El 2 de noviembre, un buzo del equipo voluntario de rescate murió durante las operaciones de recuperación.
El 28 de noviembre, la Comisión Nacional de Seguridad en el Transporte (KNKT) publicó la versión preliminar de su informe sobre el accidente, en la que declaran que la aeronave debería haberse declarado no apta para volar después de las incidencias registradas en el vuelo anterior y que se repitieron en el vuelo accidentado. Estas incidencias consistieron en la entrada en funcionamiento del sistema automático de prevención de entrada en pérdida pese a no ser necesario. Sin embargo, el informe no concluyó que esta o ninguna otra pudiera ser considerada la causa definitiva del siniestro, para lo cual sería necesario recuperar la otra caja negra de la aeronave, que contiene las grabaciones en cabina.
El 14 de enero de 2019, buzos de la Marina de Indonesia encontraron la grabadora de voz de cabina enterrada bajo ocho metros de lodo en el fondo del mar de Java, dentro del área de búsqueda de 500 a 1000 metros desde el sitio del accidente. Aún no se han recuperado los datos de la misma. También se recuperaron algunos restos humanos, incluidos fragmentos de huesos y otras partes.

## Filmografía
Este episodio fue recreado en la temporada 21 de la serie de documental Mayday: Catástrofes Aéreas de National Geographic, titulado "Conectado a Tierra: Boeing Max 8".